# Женіва (Вісконсин)
Женіва (англ. Geneva) — місто (англ. town) в США, в окрузі Волворт штату Вісконсин. Населення — 5390 осіб (2020).

## Демографія
Згідно з переписом 2010 року, у місті мешкали 4993 особи в 2067 домогосподарствах у складі 1404 родин. Було 3458 помешкань
Расовий склад населення:
| - 92,6 % — білих - 1,3 % — азіатів - 0,7 % — чорних або афроамериканців - 0,3 % — корінних американців - 0,1 % — вихідців з тихоокеанських островів - 3,7 % — осіб інших рас |

До двох чи більше рас належало 1,1 %. Частка іспаномовних становила 8,6 % від усіх жителів.
За віковим діапазоном населення розподілялося таким чином: 21,1 % — особи молодші 18 років, 62,3 % — особи у віці 18—64 років, 16,6 % — особи у віці 65 років та старші. Медіана віку мешканця становила 45,7 року. На 100 осіб жіночої статі у місті припадало 104,1 чоловіків;  на 100 жінок у віці від 18 років та старших — 103,0 чоловіків також старших 18 років.
Середній дохід на одне домашнє господарство  становив 94 376 доларів США (медіана — 69 409), а середній дохід на одну сім'ю — 107 910 доларів (медіана — 80 887). Медіана доходів становила 58 431 долар для чоловіків та 40 115 доларів для жінок. За межею бідності перебувало 8,6 % осіб, у тому числі 17,7 % дітей у віці до 18 років та 3,2 % осіб у віці 65 років та старших.
Цивільне працевлаштоване населення становило 2640 осіб. Основні галузі зайнятості: освіта, охорона здоров'я та соціальна допомога — 25,2 %, виробництво — 16,3 %, роздрібна торгівля — 12,1 %, мистецтво, розваги та відпочинок — 8,5 %.